# Hautecloque
Hautecloque és un municipi francès situat al departament del Pas de Calais i a la regió dels Alts de França. L'any 2007 tenia 212 habitants.

## Demografia

### Població
El 2007 la població de fet de Hautecloque era de 212 persones. Hi havia 76 famílies de les quals 16 eren unipersonals (4 homes vivint sols i 12 dones vivint soles), 16 parelles sense fills, 32 parelles amb fills i 12 famílies monoparentals amb fills.
La població ha evolucionat segons el següent gràfic:
Habitants censats

### Habitatges
El 2007 hi havia 90 habitatges, 77 eren l'habitatge principal de la família, 7 eren segones residències i 6 estaven desocupats. 88 eren cases i 2 eren apartaments. Dels 77 habitatges principals, 62 estaven ocupats pels seus propietaris i 15 estaven llogats i ocupats pels llogaters; 1 tenia tres cambres, 23 en tenien quatre i 53 en tenien cinc o més. 71 habitatges disposaven pel capbaix d'una plaça de pàrquing. A 27 habitatges hi havia un automòbil i a 45 n'hi havia dos o més.

### Piràmide de població
La piràmide de població per edats i sexe el 2009 era:
| Homes | Edats   | Dones |
| ----- | ------- | ----- |
| 0     | 95 o +  | 0     |
| 0     | 90 a 94 | 0     |
| 4     | 85 a 89 | 4     |
| 0     | 80 a 84 | 0     |
| 0     | 75 a 79 | 12    |
| 8     | 70 a 74 | 4     |
| 0     | 65 a 69 | 4     |
| 12    | 60 a 64 | 4     |
| 8     | 55 a 59 | 4     |
| 4     | 50 a 54 | 12    |
| 16    | 45 a 49 | 8     |
| 8     | 40 a 44 | 0     |
| 0     | 35 a 39 | 4     |
| 8     | 30 a 34 | 4     |
| 8     | 25 a 29 | 8     |
| 0     | 20 a 24 | 0     |
| 4     | 15 a 19 | 0     |
| 4     | 10 a 14 | 4     |
| 0     | 5 a 9   | 4     |
| 8     | 0 a 4   | 0     |

## Economia
El 2007 la població en edat de treballar era de 135 persones, 103 eren actives i 32 eren inactives. De les 103 persones actives 98 estaven ocupades (57 homes i 41 dones) i 5 estaven aturades (4 homes i 1 dona). De les 32 persones inactives 10 estaven jubilades, 8 estaven estudiant i 14 estaven classificades com a «altres inactius».

### Ingressos
El 2009 a Hautecloque hi havia 81 unitats fiscals que integraven 229 persones, la mediana anual d'ingressos fiscals per persona era de 19.074 €.

### Activitats econòmiques
Dels 4 establiments que hi havia el 2007, 3 eren d'empreses de construcció i 1 d'una entitat de l'administració pública.
Dels 3 establiments de servei als particulars que hi havia el 2009, 2 eren lampisteries i 1 electricista.
L'any 2000 a Hautecloque hi havia 9 explotacions agrícoles que ocupaven un total de 546 hectàrees.

## Equipaments sanitaris i escolars
El 2009 hi havia una escola elemental integrada dins d'un grup escolar amb les comunes properes formant una escola dispersa.

## Poblacions més properes
El següent diagrama mostra les poblacions més properes.